# Alexander Walke
Alexander Walke (* 6. Juni 1983 in Oranienburg) ist ein ehemaliger deutscher Fußballtorwart.

## Karriere
Walke begann seine fußballerische Laufbahn in den Jugendmannschaften der SG Eintracht Oranienburg, bevor er ab 1997 für die B-Jugend von Energie Cottbus und ab 1999 für die A-Jugend von Werder Bremen spielte.

### Werder Bremen
2001 rückte Walke in die in der Regionalliga Nord antretende zweite Mannschaft Bremens auf und absolvierte für diese in der Spielzeit 2001/02 fünf Einsätze. Im gleichen Jahr war er im Internat des SV Werder durch Cannabis-Konsum aufgefallen und hatte in der Folge drei Monate Einzeltraining absolvieren müssen. 2002/03 kam er zu 20 Einsätzen für die Reservemannschaft Bremens, wobei ihm im Jahr 2002 erneut Cannabis-Konsum bewiesen werden konnte. Über beide Vorfälle hatte der SV Werder zunächst Stillschweigen bewahrt.
Durch seine sportlichen Leistungen hatte sich Walke auch für die deutsche U-20-Auswahl empfohlen und absolvierte beim Ausscheiden der Mannschaft bei der Junioren-Weltmeisterschaft 2003 in der Vorrunde alle drei Partien. Dabei wurde ihm bei einer Dopingprobe die Einnahme von Tetrahydrocannabinol (THC) nachgewiesen, dem Hauptwirkstoff von Cannabis, wofür er vom Weltfußballverband mit einer siebenmonatigen Sperre in allen nationalen und internationalen Wettbewerben sowie einer Geldbuße von 10.000 Schweizer Franken belegt wurde. Uli Stielike, zu diesem Zeitpunkt U-20-Nationaltrainer, forderte daraufhin eine drastische Sperre für Walke, dennoch absolvierte dieser 2004 zwei Partien für die deutsche U-21-Auswahl. Als dritter Torwart gehörte er auch zum Bundesligakader der Bremer, kam aber zu keinem Einsatz für die Profis und saß nur bei insgesamt 14 Liga- und Pokalspielen auf der Bank.

### SC Freiburg
Nach insgesamt 54 Einsätzen für Werders Reservemannschaft wechselte Walke zur Saison 2005/06 ablösefrei zum Bundesligaabsteiger SC Freiburg und verdrängte dort Richard Golz aus der Stammelf. In seinem ersten Jahr für Freiburg bestritt er 29 Zweitligaspiele, den direkten Wiederaufstieg verpasste die Freiburger Mannschaft als Tabellenvierter. So kam Walke 2006/07 zu 33 weiteren Zweitligaeinsätzen für den SC Freiburg und wurde zum Beginn der Saison 2007/08 zum Spielführer seiner Mannschaft gewählt. Zuvor hatte er sich bei einem Autounfall eine Rückenverletzung zugezogen und kehrte erst am 10. Spieltag in die Startaufstellung der Breisgauer zurück. Nach dem 21. Spieltag verlor Walke seinen Stammplatz an den in der Winterpause neu verpflichteten Michael Langer.

### Wehen Wiesbaden und Hansa Rostock

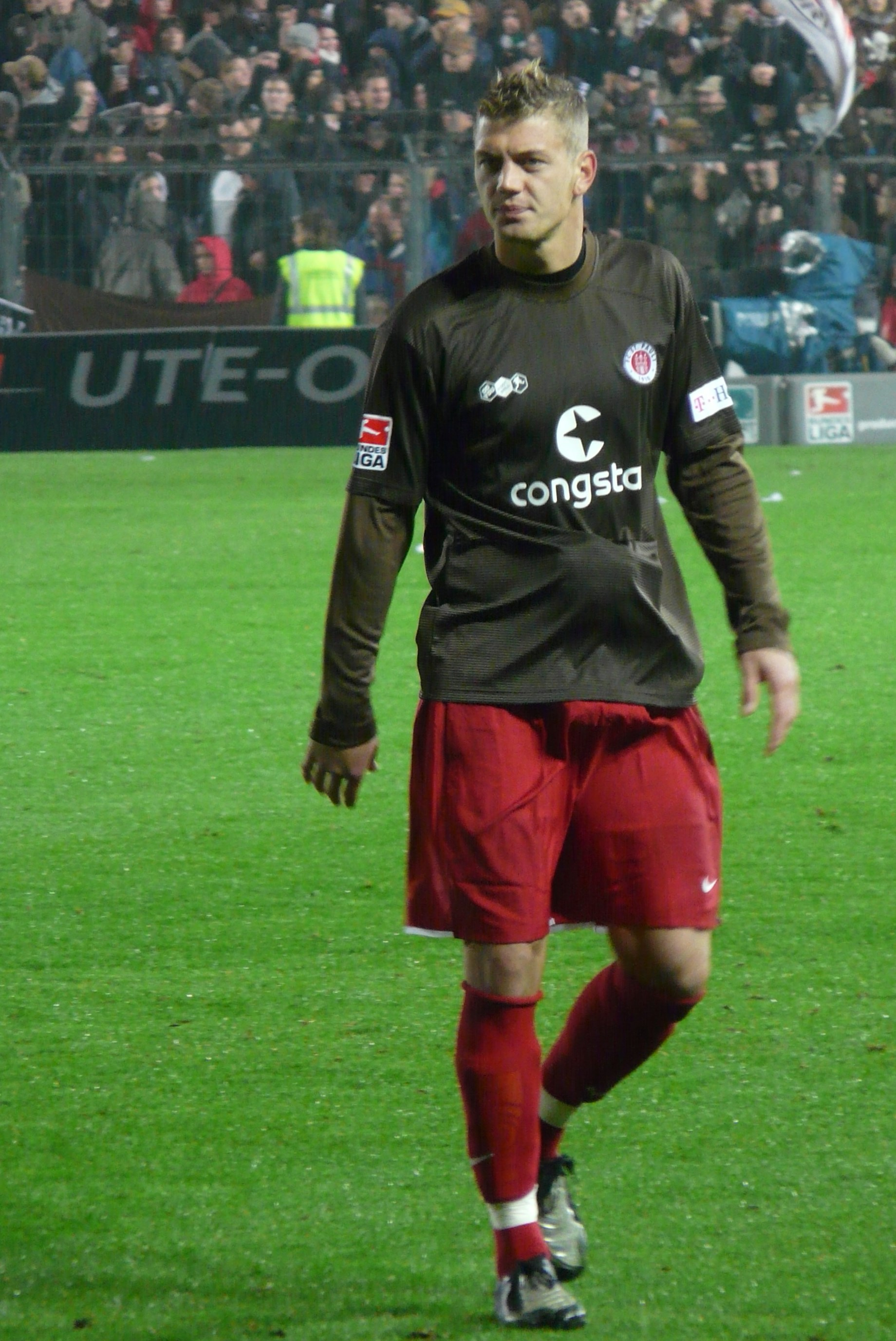
Alexander Walke als Spieler des SV Wehen 2008 (nach dem Trikottausch)

Zur Saison 2008/09 wechselte Walke zum Zweitligakonkurrenten SV Wehen Wiesbaden. Sein Vertrag verlor mit dem Abstieg im Juni 2009 seine Gültigkeit. Zur Spielzeit 2009/10 unterschrieb Walke beim F.C. Hansa Rostock einen Vertrag über drei Jahre. Er löste damit Jörg Hahnel als Stammtorhüter ab. Mit dem Abstieg in die 3. Liga war sein Engagement nach einem Jahr wieder beendet.

### Red Bull Salzburg und Greuther Fürth

Alexander Walke feiert mit der Kurve den Meistertitel 2016

In der Sommerpause 2010 verpflichtete der FC Red Bull Salzburg Walke, der einen Vertrag über drei Jahre beim österreichischen Bundesligisten unterzeichnete. Da Salzburg zugleich auch Gerhard Tremmel verpflichtet hatte und diesen als Stammtorhüter einsetzte, kam Walke zunächst nur zu einem Einsatz im letzten Gruppenspiel der Europa League 2010/11 im Dezember 2010, wobei Salzburgs Ausscheiden aus dem Wettbewerb bereits im Vorfeld feststand.
Im Januar 2011 wurde Walke an den deutschen Zweitligisten SpVgg Greuther Fürth verliehen, bei dem er nach dem verletzungsbedingten Ausfall des Stammtorhüters Max Grün während der Rückrunde der Spielzeit 2010/11 dessen Position einnahm. Zur Saison 2011/12 kehrte Walke nach Salzburg zurück, um nach dem Abgang Tremmels zusammen mit Eddie Gustafsson das Torwart-Duo des Vereins zu bilden. Zur Hälfte des Herbstdurchgangs gelang es ihm, Gustafsson aus dem Tor zu verdrängen und Stammtorhüter zu werden.
Sein Vertrag mit RB Salzburg wurde im April 2012 um weitere zwei Jahre bis zum 30. Juni 2015 verlängert. In der Saison 2013/14 verlor er seinen Stammplatz an die ungarische Neuerwerbung Péter Gulácsi. Im Sommer 2015 gewann er ihn nach Patzern von der vorherigen Nummer 1, Cican Stankovic, zurück. Seine konstanten Leistungen wurden von den Trainern und Funktionären der Liga durch die Wahl zum Torhüter der Saison 2015/16 gewürdigt. Sein Vertrag mit RB Salzburg wurde im Januar 2019 um ein weiteres Jahr bis zum Sommer 2020 verlängert. 2020 verlängerte Salzburg nochmals für ein Jahr, obwohl er in der laufenden Saison aufgrund von Verletzungen nicht zum Einsatz kam. Nach der Saison 2022/23 beendete der Tormann schließlich 40-jährig seine Karriere als Aktiver und sollte in den Jugendbereich der Salzburger wechseln.
Stattdessen kehrte er zur Saison 2023/24 aber nach Deutschland zurück und wurde Jugendtrainer bei RB Leipzig.

## Erfolge
- Österreichischer Meister: 2012, 2014, 2015, 2016, 2017, 2018, 2019, 2020, 2021, 2022, 2023
- Österreichischer Cupsieger: 2012, 2014, 2015, 2016, 2017, 2019, 2020, 2021
- Österreichischer Torhüter des Jahres: 2016, 2017 und 2018